# Mont Blanc Trophy
Mont Blanc Trophy foi uma competição internacional de patinação artística no gelo de níveis sênior, júnior e noviço, disputado na cidade de Courmayeur, Itália.

## Edições
| Ano  | Edição           | Cidade sede      | Sênior           | Sênior           | Sênior           | Sênior           | Júnior           | Júnior           | Júnior           | Noviço           | Noviço           | Noviço           | Ref   |
| Ano  | Edição           | Cidade sede      | M                | F                | P                | D                | M                | F                | D                | M                | F                | D                | Ref   |
| ---- | ---------------- | ---------------- | ---------------- | ---------------- | ---------------- | ---------------- | ---------------- | ---------------- | ---------------- | ---------------- | ---------------- | ---------------- | ----- |
| 2010 | 1.ª              | Courmayeur       | •                | •                | –                | •                | •                | •                | •                | –                | –                | –                | [ 1 ] |
| 2011 | 2.ª              | Courmayeur       | •                | •                | •                | •                | •                | •                | •                | •                | •                | •                | [ 2 ] |
| 2012 | Evento cancelado | Evento cancelado | Evento cancelado | Evento cancelado | Evento cancelado | Evento cancelado | Evento cancelado | Evento cancelado | Evento cancelado | Evento cancelado | Evento cancelado | Evento cancelado | [ 3 ] |

## Lista de medalhistas

### Sênior

#### Individual masculino
| Evento                     | Ouro                     | Prata                       | Bronze                     |
| Courmayeur 2010 (detalhes) | Samuel Contesti · Itália | Karel Zelenka · Itália      | Chafik Besseghier · França |
| Courmayeur 2011 (detalhes) | Samuel Contesti · Itália | Adrian Schultheiss · Suécia | Paul Parkinson · Itália    |

#### Individual feminino
| Evento                     | Ouro                   | Prata                    | Bronze                      |
| Courmayeur 2010 (detalhes) | Léna Marrocco · França | Yukiko Fujisawa · Japão  | Kerstin Frank · Áustria     |
| Courmayeur 2011 (detalhes) | Léna Marrocco · França | Joshi Helgesson · Suécia | Roberta Rodeghiero · Itália |

#### Duplas
| Evento                     | Ouro                                        | Prata                                       | Bronze                                  |
| Courmayeur 2011 (detalhes) | Tatiana Volosozhar · Maxim Trankov · Rússia | Mari Vartmann · Aaron Van Cleave · Alemanha | Evgenia Tarasova · Egor Chudin · Rússia |

#### Dança no gelo
| Evento                     | Ouro                                    | Prata                                        | Bronze                                     |
| Courmayeur 2010 (detalhes) | Pernelle Carron · Lloyd Jones · França  | Kristina Gorshkova · Vitali Butikov · Rússia | Federica Testa · Christopher Mior · Itália |
| Courmayeur 2011 (detalhes) | Anna Cappellini · Luca Lanotte · Itália | Jana Khokhlova · Fedor Andreev · Rússia      | Charlene Guignard · Marco Fabbri · Itália  |

### Júnior

#### Individual masculino júnior
| Evento                     | Ouro                        | Prata                      | Bronze                     |
| Courmayeur 2010 (detalhes) | Thomas Sosniak · França     | Sei Kawahara · Japão       | Filippo Ambrosini · Itália |
| Courmayeur 2011 (detalhes) | Saverio Giacomelli · Itália | Filippo Ambrosini · Itália | Timofei Novaikin · França  |

#### Individual feminino júnior
| Evento                     | Ouro                      | Prata                     | Bronze                           |
| Courmayeur 2010 (detalhes) | Carlotta Ortenzi · Itália | Viktoria Hubler · Áustria | Lénaelle Gilleron-Gorry · França |
| Courmayeur 2011 (detalhes) | Anaïs Ventard · França    | Bahia Taleb · França      | Rosaliina Kuparinen · Finlândia  |

#### Dança no gelo júnior
| Evento                     | Ouro                                          | Prata                                               | Bronze                                         |
| Courmayeur 2010 (detalhes) | Lorenza Alessandrini · Simone Vaturi · Itália | Stephanie Frohberg · Tim Giesen · Alemanha          | Charlotte Aiken · Josh Whidborne · Reino Unido |
| Courmayeur 2011 (detalhes) | Daria Morozova · Mikhail Zhirnov · Rússia     | Gabriela Kubová · Dmitri Kiselev · República Tcheca | Nikola Višňová · Lukáš Csolley · Eslováquia    |

### Noviço

#### Individual masculino noviço
| Evento                     | Ouro                  | Prata                 | Bronze                     |
| Courmayeur 2011 (detalhes) | Alberto Vanz · Itália | Matteo Rizzo · Itália | Francesco Bellomo · Itália |

#### Individual feminino noviço
| Evento                     | Ouro                       | Prata                | Bronze                |
| Courmayeur 2011 (detalhes) | Guia Tagliapietra · Itália | Giada Russo · Itália | Sara Casella · Itália |

#### Dança no gelo noviço
| Evento                     | Ouro                                      | Prata                                        | Bronze                                       |
| Courmayeur 2011 (detalhes) | Eva Khachaturyan · Igor Eremenko · Rússia | Yulia Dolgikh · Alexander Prachanov · Rússia | Carolina Moscheni · Giorgio Savoldi · Itália |